# Belleuse

Belleuse este o comună în departamentul Somme, Franța. În 1 ianuarie 2022 avea o populație de 299 de locuitori.